# ITU World Championship Series 2018
Die ITU World Championship Series 2018 (auch World Triathlon Series, WTS) ist eine Triathlon-Rennserie mit Wettkämpfen über die olympische Distanz und die Sprintdistanz sowie als Staffelbewerb (Mixed Relay). Sie wird unter Obhut des internationalen Triathlon-Verbands ITU (International Triathlon Union) ausgetragen. Der Sieger und die Siegerin der Serienwertung werden als Triathlon-Weltmeister geehrt.

## Organisation
Diese Weltserie wird seit 2009 jährlich unter sportrechtlicher Obhut der ITU veranstaltet, von 1989 bis 2008 wurden die Weltmeister jeweils in einem einzelnen Wettkampf ermittelt.
Auf der olympischen Distanz bestehen die Wettkämpfe aus 1,5 km Schwimmen, 40 km Radfahren und 10 km Laufen, auf der Sprintdistanz aus 750 m Schwimmen, 20 km Radfahren und 5 km Laufen. Bei den Elite-Wettkämpfen ist generell Drafting (Radfahren im Windschatten) freigegeben. Bei den im Rahmenprogramm veranstalteten Breitensport-Wettkämpfen besteht dagegen Drafting-Verbot, d. h. jeder Athlet hat zum vorausfahrenden Athleten auf der Radstrecke mindestens zwölf Meter Abstand einzuhalten.
In der Saison 2018 finden sieben Rennen sowie das Finale im September in Australien statt. Das erste Rennen in Abu Dhabi musste am 2. März aufgrund der Witterungsverhältnisse von der olympischen Distanz zur Sprintdistanz verkürzt werden. Die Rennen im Juni im Vereinigten Königreich wurden gesplittet in Nottingham (Mixed Relay) und Leeds (olympische Distanz).

### Wertung
Für die Jahreswertung der Weltmeisterschaft werden neben diesen acht Rennen der Weltserie auch die anderen Rennen des ITU-Weltcups berücksichtigt:
- Für die Jahreswertung werden die besten fünf Ergebnisse der Weltserie, das letzte Finalrennen sowie maximal zwei Weltcup-Rennen berücksichtigt.[2]
- Beim Finale in Australien gibt es im September für einen Sieg 1200 Punkte und bei den anderen acht Rennen der Weltserie gibt es für einen Sieg jeweils 800 Punkte.
- Bei einem normalen ITU-Weltcup gibt es hingegen nur 300 Punkte. Jede weitere Platzierung bekommt bei diesen Rennen eine festgelegte Punktezahl gutgeschrieben.[3]

### Qualifikation
Jeder nationale Dachverband kann pro Wettkampf der Serie bis zu sechs männliche und weibliche Athleten nominieren, der gastgebende Verband bis zu acht. Die Meldung hat spätestens 33 Tage vor dem Wettkampf an die ITU zu erfolgen. Die ITU stellt anhand der Platzierung der gemeldeten Athleten auf der ITU Points List die Starterfelder von je 60 männlichen und weiblichen Athleten zusammen, zusätzlich können je fünf Einladungen ausgesprochen werden. In die ITU Points List gehen im Gegensatz zum World Championship Ranking auch weitere Wettkämpfe wie z. B. U23-Weltmeisterschaften, kontinentale Meisterschaften und Cup-Veranstaltungen und Studentenweltmeisterschaften ein.

### U23
Auf der olympischen Distanz (1,5 km Schwimmen, 40 km Radfahren und 10 km Laufen) werden im Rahmen des Rennens am letzten Austragungsort der Saison (Grand Final) auch jährlich die Weltmeister in der Kategorie U23 ermittelt.

## Ergebnisse

### Elite – Männer
| Datum         | Ort        | Gold           | Zeit     | Silber               | Zeit     | Bronze            | Zeit     |
| 2. März 2018  | Abu Dhabi  | Henri Schoeman | 00:57:03 | Mario Mola           | 00:57:09 | Vincent Luis      | 00:57:25 |
| 28. Apr. 2018 | Bermuda    | Casper Stornes | 01:54:47 | Kristian Blummenfelt | 01:55:08 | Gustav Iden       | 01:55:10 |
| 12. Mai 2018  | Yokohama   | Mario Mola     | 01:44:59 | Jacob Birtwhistle    | 01:45:40 | Fernando Alarza   | 01:45:51 |
| 10. Juni 2018 | Leeds      | Richard Murray | 01:45:52 | Mario Mola           | 01:46:01 | Vincent Luis      | 01:46:14 |
| 14. Juli 2018 | Hamburg    | Mario Mola -2- | 00:53:24 | Vincent Luis         | 00:53:29 | Richard Murray    | 00:53:32 |
| 27. Juli 2018 | Edmonton   | Mario Mola -3- | 00:51:15 | Kristian Blummenfelt | 00:51:18 | Jacob Birtwhistle | 00:51:22 |
| 26. Aug. 2018 | Montreal   | Mario Mola -4- | 01:47:46 | Kristian Blummenfelt | 01:48:02 | Jacob Birtwhistle | 01:48:28 |
| 16. Sep. 2018 | Gold Coast | Vincent Luis   | 01:44:34 | Mario Mola           | 01:44:48 | Richard Murray    | 01:44:56 |

### Elite – Frauen
| Datum         | Ort        | Gold                | Zeit     | Silber               | Zeit     | Bronze                | Zeit     |
| 2. März 2018  | Abu Dhabi  | Rachel Klamer       | 01:00:43 | Jessica Learmonth    | 01:00:57 | Natalie Van Coevorden | 01:01:00 |
| 28. Apr. 2018 | Bermuda    | Flora Duffy         | 02:01:39 | Vicky Holland        | 02:03:25 | Katie Zaferes         | 02:03:25 |
| 12. Mai 2018  | Yokohama   | Flora Duffy -2-     | 01:53:25 | Katie Zaferes        | 01:53:58 | Non Stanford          | 01:54:41 |
| 9. Juni 2018  | Leeds      | Vicky Holland       | 01:56:32 | Georgia Taylor-Brown | 01:56:49 | Katie Zaferes         | 01:57:02 |
| 14. Juli 2018 | Hamburg    | Cassandre Beaugrand | 00:58:06 | Laura Lindemann      | 00:58:36 | Katie Zaferes         | 00:58:37 |
| 27. Juli 2018 | Edmonton   | Vicky Holland -2-   | 01:56:51 | Ashleigh Gentle      | 00:57:02 | Georgia Taylor-Brown  | 01:57:08 |
| 25. Aug. 2018 | Montreal   | Vicky Holland -3-   | 01:59:29 | Katie Zaferes        | 01:59:51 | Georgia Taylor-Brown  | 02:00:23 |
| 15. Sep. 2018 | Gold Coast | Ashleigh Gentle     | 01:52:00 | Vicky Holland        | 01:52:02 | Katie Zaferes         | 01:52:33 |

### Mixed Relay
| Datum         | Ort        | Gold                                                                   | Zeit     | Silber                                                                 | Zeit     | Bronze                                                              | Zeit     |
| 7. Juni 2018  | Nottingham | Kirsten Kasper, Eli Hemming, Katie Zaferes, Matthew McElroy            | 01:21:16 | Non Stanford, Thomas Bishop, Vicky Holland, Jonathan Brownlee          | 01:21:45 | Cassandre Beaugrand, Pierre Le Corre, Mathilde Gautier, Léo Bergere | 01:21:57 |
| 15. Juli 2018 | Hamburg    | Léonie Périault, Dorian Coninx, Cassandre Beaugrand, Vincent Luis      | 01:20:06 | Natalie Van Coevorden, Aaron Royle, Ashleigh Gentle, Jacob Birtwhistle | 01:20:49 | Kirsten Kasper, Ben Kanute, Katie Zaferes, Kevin McDowell           | 01:20:51 |
| 29. Juli 2018 | Edmonton   | Natalie Van Coevorden, Aaron Royle, Ashleigh Gentle, Jacob Birtwhistle | 01:19:29 | Kirsten Kasper, Taylor Spivey, Seth Rider, Matthew McElroy             | 01:19:31 | Andrea Hewitt, Tayler Reid, Nicole van der Kaay, Hayden Wilde       | 01:19:39 |

### Gesamtwertung 2018

#### Männer

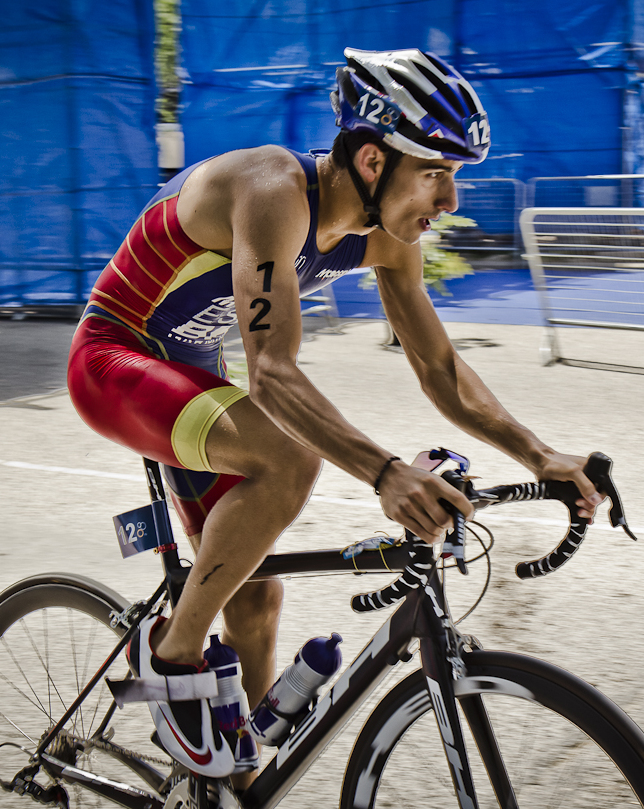
Mario Mola – Weltmeister auf der Triathlon-Kurzdistanz 2016, 2017 und 2018

| Platz | Land | Athlet               | Punkte |
| ----- | ---- | -------------------- | ------ |
| 1     | ESP  | Mario Mola           | 6081   |
| 2     | FRA  | Vincent Luis         | 5060   |
| 3     | AUS  | Jacob Birtwhistle    | 4884   |
| 4     | RSA  | Richard Murray       | 4792   |
| 5     | NOR  | Kristian Blummenfelt | 3936   |
| 6     | ESP  | Fernando Alarza      | 3520   |
| 7     | RSA  | Henri Schoeman       | 3438   |
| 8     | FRA  | Pierre Le Corre      | 3215   |
| 9     | CAN  | Tyler Mislawchuk     | 3194   |
| 10    | BEL  | Marten Van Riel      | 2960   |
| 11    | GBR  | Jonathan Brownlee    | 2873   |
| 13    | FRA  | Dorian Coninx        | 2422   |
| 15    | POR  | João Silva           | 2204   |
| 16    | NOR  | Casper Stornes       | 2108   |
| 18    | AUT  | Alois Knabl          | 1889   |
| 20    | FRA  | Léo Bergere          | 1860   |
| 22    | AUS  | Ryan Bailie          | 1658   |
| 24    | NOR  | Gustav Iden          | 1602   |
| 36    | CHE  | Andrea Salvisberg    | 888    |
| 40    | GER  | Justus Nieschlag     | 724    |
| 42    | CHE  | Sylvain Fridelance   | 695    |
| 43    | AUT  | Lukas Hollaus        | 694    |
| 47    | CHE  | Adrien Briffod       | 579    |
| 48    | GER  | Lasse Lührs          | 537    |
| 58    | USA  | Ben Kanute           | 322    |
| 61    | GER  | Jonas Schomburg      | 268    |
| 76    | GER  | Maximilian Schwetz   | 76     |
| 77    | AUT  | Lukas Pertl          | 71     |

(Stand: 16. September 2018)

#### Frauen

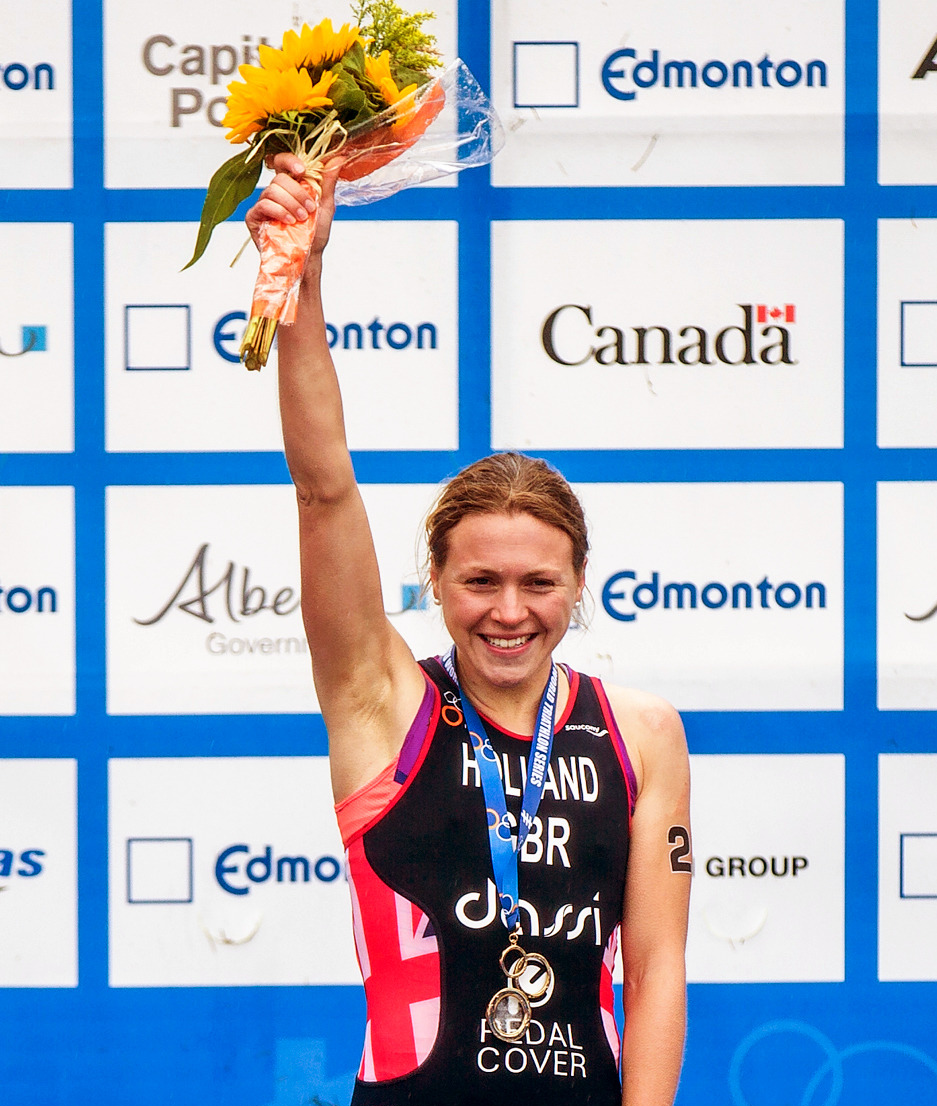
Vicky Holland – Weltmeisterin auf der Triathlon-Kurzdistanz 2018

| Platz | Land | Athletin              | Punkte |
| ----- | ---- | --------------------- | ------ |
| 1     | GBR  | Vicky Holland         | 5540   |
| 2     | USA  | Katie Zaferes         | 5488   |
| 3     | GBR  | Georgia Taylor-Brown  | 4183   |
| 4     | USA  | Kirsten Kasper        | 3887   |
| 5     | GBR  | Jessica Learmonth     | 3810   |
| 6     | AUS  | Ashleigh Gentle       | 3750   |
| 7     | GBR  | Jodie Stimpson        | 3658   |
| 8     | USA  | Taylor Spivey         | 3603   |
| 9     | GER  | Laura Lindemann       | 3423   |
| 10    | NED  | Rachel Klamer         | 3306   |
| 11    | AUS  | Natalie Van Coevorden | 2690   |
| 12    | JPN  | Yuko Takahashi        | 2543   |
| 13    | BER  | Flora Duffy           | 2496   |
| 14    | JPN  | Yuka Satō             | 2456   |
| 15    | GBR  | Non Stanford          | 2374   |
| 16    | FRA  | Léonie Périault       | 2330   |
| 23    | CZE  | Vendula Frintová      | 1924   |
| 24    | ITA  | Alice Betto           | 1847   |
| 26    | FRA  | Cassandre Beaugrand   | 1692   |
| 27    | CHE  | Nicola Spirig         | 1523   |
| 28    | AUT  | Lisa Perterer         | 1456   |
| 36    | AUT  | Julia Hauser          | 843    |
| 50    | ESP  | Carolina Routier      | 287    |
| 51    | AUT  | Therese Feuersinger   | 271    |
| 53    | AUT  | Sara Vilic            | 265    |
| 61    | GER  | Sophia Saller         | 184    |
| 64    | CHE  | Julie Derron          | 167    |
| 71    | CHE  | Lisa Berger           | 96     |
| 71    | ITA  | Annamaria Mazzetti    | 96     |
| 76    | GER  | Bianca Bogen          | 41     |

(Stand: 12. Oktober 2018)